# Ermua
Ermua város Spanyolországban,  Bizkaia tartományban. Ermua Eibar, Zaldibar és Mallabia községekkel határos. Lakosainak száma 15 627 fő (2024).

## Népesség
A település népessége az utóbbi években az alábbiak szerint változott:
| Lakosok száma | 17 011 | 16 597 | 16 262 | 16 252 | 16 278 | 16 109 | 15 951 | 15 880 | 15 589 | 15 627 |
|               | 2001   | 2004   | 2007   | 2009   | 2012   | 2014   | 2017   | 2019   | 2022   | 2024   |